# Dysstroma conformalis
Dysstroma conformalis là một loài bướm đêm trong họ Geometridae.